# Instituut voor Boeddhistische Dialectiek

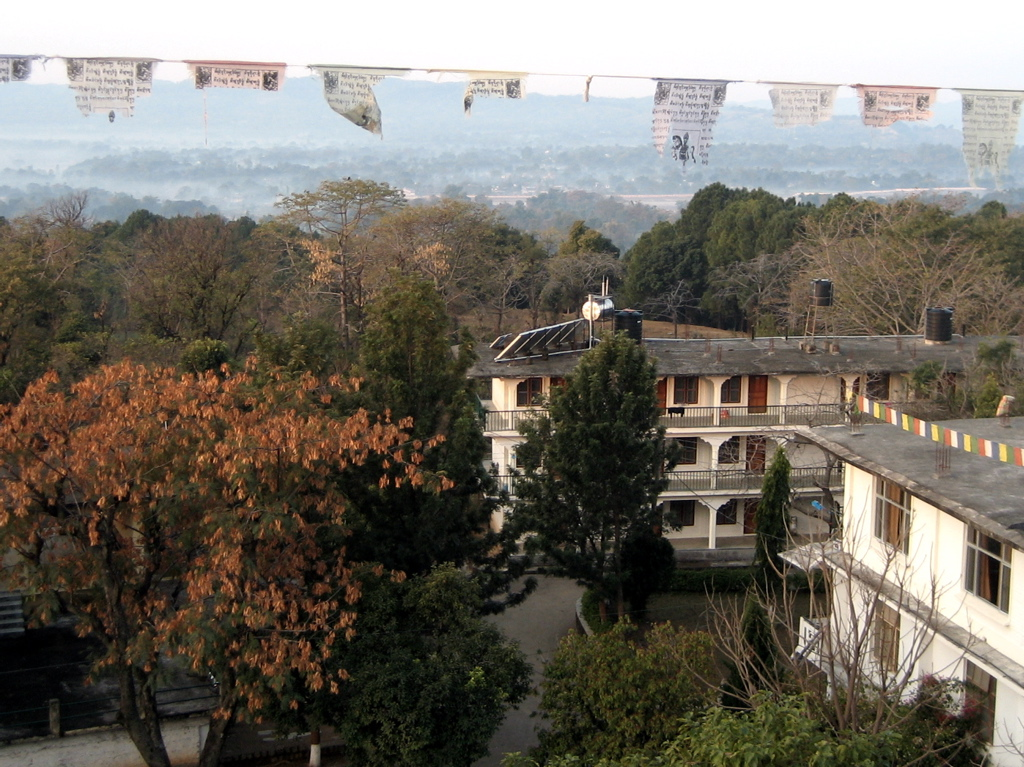
Het Institute for Buddhist Dialectics in Dharamsala

Het Instituut voor Boeddhistische Dialectiek is een Tibetaans boeddhistisch instituut in Dharamsala, India.
Het instituut werd in 1973 opgericht door de Tibetaans geestelijke Lobsang Gyatso.

## Doel en programma
Het instituut heeft geen winstoogmerk en heeft tot doel het onderwijs in de Tibetaanse ballingschapsoorden te ontwikkelen, op het gebied van voornamelijk het Tibetaans boeddhisme, de Tibetaanse literatuur en de Tibetaanse taal.
Op het programma staan onder meer de filosofie van de Prajnaparamita (volmaakte wijsheid), studie van de Pramana (epistemologie), de filosofie van de Madhyamaka (de middenweg) en de leer van de Rimé.

## Samenwerking
In januari 2009 werd een memorandum van overeenstemming ondertekend met de Universiteit van Miami, waarbij er onder meer een uitwisseling van studenten werd overeengekomen voor stage en studie. In 2005 werd een vergelijkbare samenwerking overeengekomen met de Emory-universiteit in Atlanta